# Macinec
Macinec is een plaats in de gemeente Nedelišće in de Kroatische provincie Međimurje. De plaats telt 618 inwoners (2001).